# Bałłastnyj Karjer (obwód smoleński)
Bałłastnyj Karjer (ros. Балластный Карьер) – wieś (ros. деревня, trb. dieriewnia) w zachodniej Rosji, w osiedlu wiejskim Prigorskoje rejonu smoleńskiego w obwodzie smoleńskim.

## Geografia
Miejscowość położona jest 3 km od drogi federalnej R120 (Orzeł – Briańsk – Smoleńsk – Witebsk), 25,5 km od drogi magistralnej M1 «Białoruś», 4,5 km od centrum administracyjnego osiedla wiejskiego (Prigorskoje), 16,5 km od Smoleńska, 3,5 km od stacji kolejowej (Tyczinino).
W granicach miejscowości znajduje się ulica Oziornaja (4 posesje).

## Demografia
W 2010 r. miejscowość zamieszkiwała 1 osoba.